# Theodoriana
Theodoriana (in greco Θεοδώριανα?) è una ex comunità della Grecia nella periferia dell'Epiro (unità periferica di Arta) con 994 abitanti secondo i dati del censimento 2001.
È stata soppressa a seguito della riforma amministrativa, detta piano Kallikratis, in vigore dal gennaio 2011 ed è ora compresa nel comune di Kentrika Tzoumerka.